# Дернівка (Броварський район)
Дерні́вка — село у Баришівській селищній громаді Броварського району Київської області. Населення — 480 осіб

## Історія
Перша писемна згадка про селище Дернівка належить до 1726 року. 
За козаччини, до 1781 року селище Дернівка було у складі Баришівської сотні Переяславського полку.

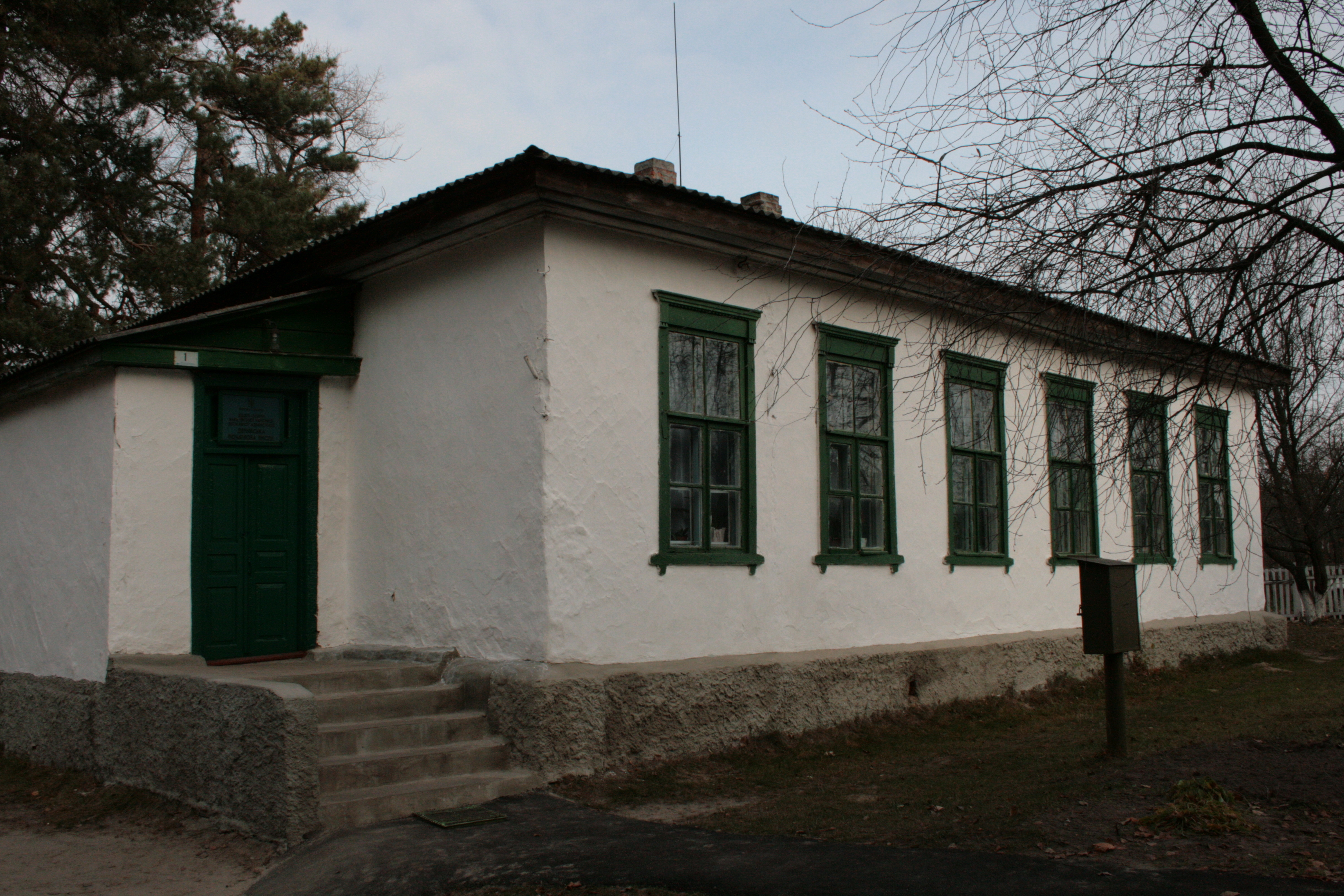
Земська школа, с. Дернівка, Баришівський район

Зі скасуванням козацького полкового устрою, селище перейшло до складу Остерського повіту Київського намісництва. За описом 1787 року у Дернівка було 147 душ, село у володінні різного звання «казених людей», козаків і власників: графа Олександра Андрійовича Безбородька і військового товариша Петра Горкуші
Було приписане до Благовещінської церкві у Баришівці
Від початку XIX ст. Дернівка у складі Переяславського повіту Полтавської губернії.
Є на мапі 1826-1840 років
1910 року - село Баришівської волості Переяславського повіту Полтавської губернії, 98 господарств, 556 мешканців.

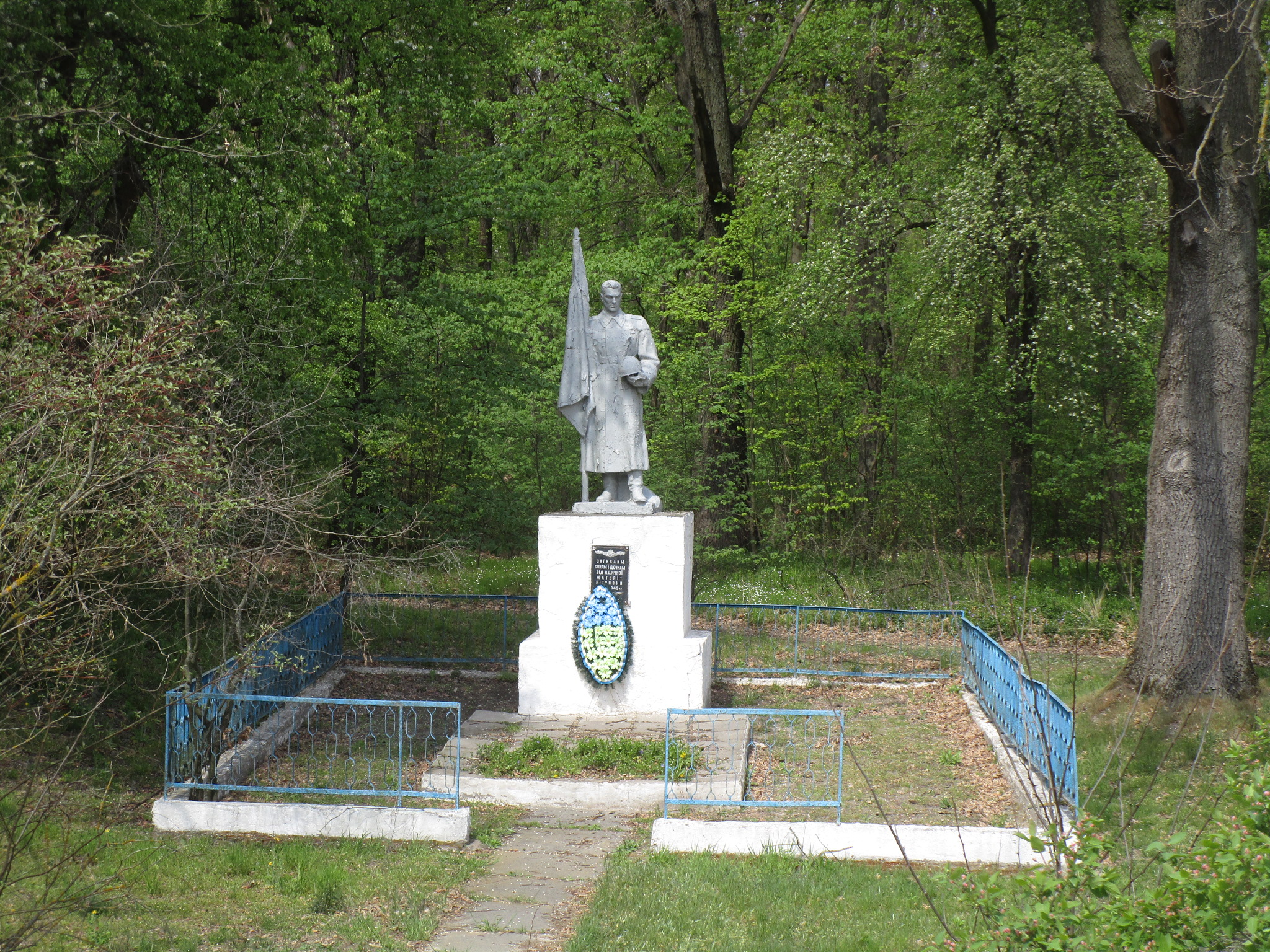
Братська могила воїнів Радянської Армії, які загинули в роки Другої світової війни

До 12 червня 2020 року було центром Дернівської сільської ради.

## Населення
1923 року - 567 осіб.
Згідно з переписом УРСР 1989 року чисельність наявного населення села становила 633 особи, з яких 278 чоловіків та 355 жінок.
За переписом населення України 2001 року в селі мешкало 480 осіб.

### Мова
Розподіл населення за рідною мовою за даними перепису 2001 року:

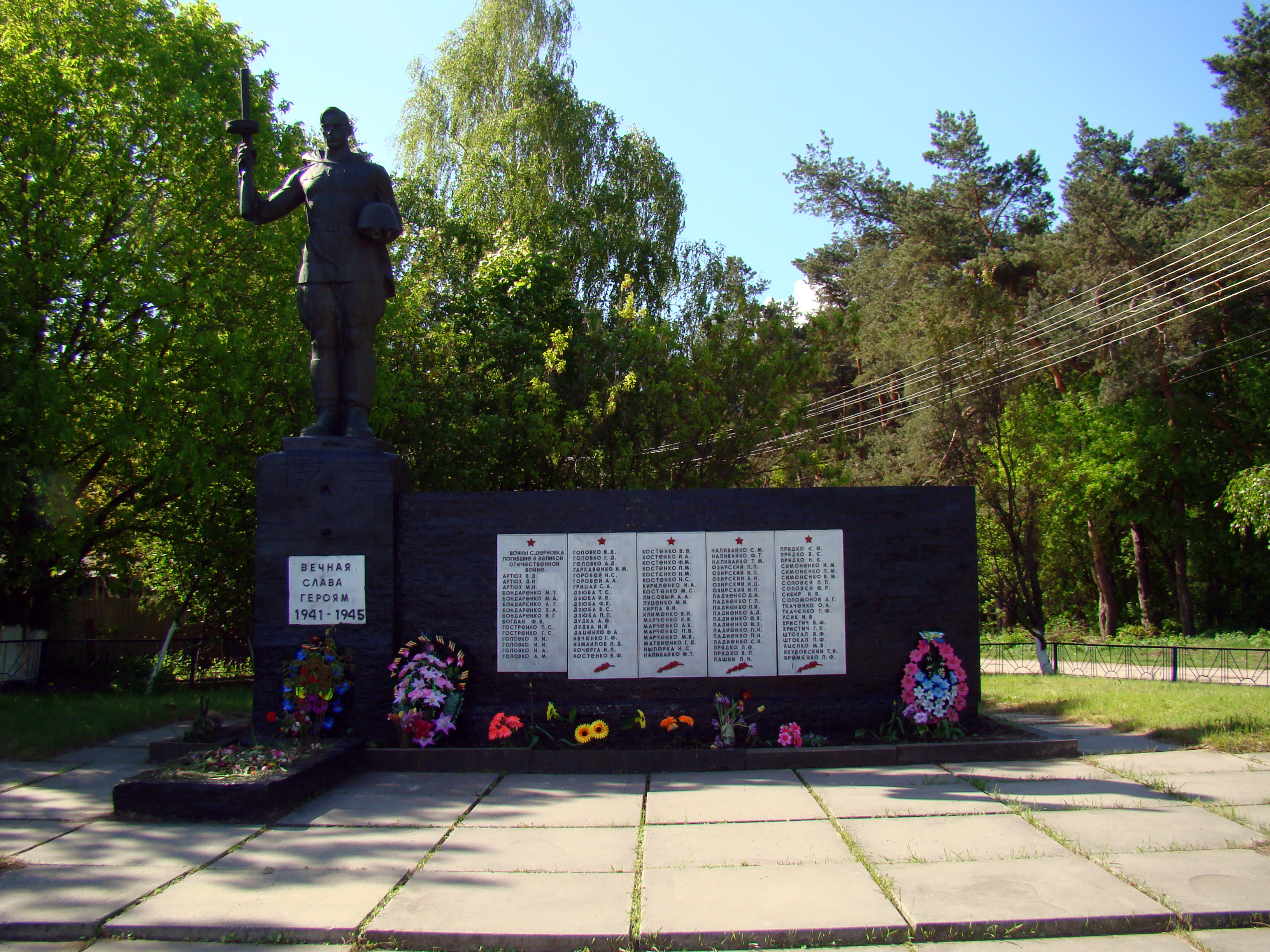
Дернівка. Братська могила воїнів РА

| Мова       | Відсоток |
| ---------- | -------- |
| українська | 98,13 %  |
| російська  | 1,88 %   |

## Уродженці Дернівки
- Богаєвський Юрій Вадимович — український дипломат. Надзвичайний і Повноважний Посол України.
- Вергунов Віктор Анатолійович — член-кореспондент Національної академії аграрних наук України (2010), директор Національної наукової сільськогосподарської бібліотеки НААН України.
- Гур'янов Леонід Миколайович — український дипломат.
- Костенко Василь Семенович — партійний і державний діяч, кандидат історичних наук, автор кількох книг прози та спогадів.
- Ткаченко Всеволод Іванович — український перекладач, поет, енциклопедист, літературознавець і країнознавець.